# Adolf Smekal
Adolf Gustav Stephan Smekal, född 12 september 1895, död 7 mars 1959, var en österrikisk teoretisk fysiker.
Adolf Smekal studerade vid Wiens tekniska högskola 1912–1913, doktorerade vid universitetet i Graz 1913–1917, och studerade sedan vid Berlins universitet 1917–1919.
Han är känd för att teoretiskt ha förutsagt inelastisk fotonspridning (Smekal-Raman-effekten eller Ramanspridning) 1923 flera år innan den senare visades experimentellt av Chandrasekhara Venkata Raman.